# Sant Ilari
Sant Ilari (en francès i oficialment Saint-Hilarie) és un municipi francès situat al departament de l'Aude i a la regió d'Occitània. Es troba a mig camí de Carcassona (a 20 km al nord) i de Limós (a 13 km al sud).
És un poble rural, essencialment agrícola. De fet, es considera que de les seves vinyes els monjos benedictins en van crear el primer vi escumós del món, la Blanqueta de Limós.
El municipi està regat pel petit riu Lauquet, afluent de l'Aude. D'altra banda, fa part del massís de les Corberes, i posseeix un espai protegit: la reserva natural regional del Massís del "Montious". També pertany a l'espai Natura 2000 de les "altes Corberes".

## Història
Tot i haver-hi referències de l'època dels romans, la història de Sant Ilari va estretament lligada a la del monestir benedictí que hi ha al poble. En realitat, el poble es va anar formant al voltant del monestir. Els abats van construir fortificacions entorn del poble per a protegir-se dels desordres provocats per la guerra dels Cent Anys. Un text del 1386 regula la guarda de les claus de les portes de la població.
El 1574 el poble va ser cremat i parcialment destruït pels protestants del senyor de Villar. Durant la Revolució francesa, el 1792 hi va ser enviada la tropa per a imposar l'ordre davant d'alguns aldarulls que s'hi haurien produït.

## Patrimoni cultural
El Monestir de Sant Hilari, abadia benedictina del segle VIII catalogada com a monument històric, molt ben conservada i oberta a les visites turístiques. L'associació Les Amis de l'Abbaye de Saint Hilaire de tant en tant hi organitza alguns concerts, especialment de música clàssica.